# Arteria colica dextra

Die Arteria mesenterica inferior und ihre Äste.

Die Arteria colica dextra („rechte Dickdarmarterie“) entspringt entweder direkt aus der unteren Eingeweidearterie (Arteria mesenterica superior bzw. cranialis) oder in Form eines gemeinsamen Stamms mit der Arteria ileocolica. Sie verläuft vor der Arteria ovarica bzw. Arteria testicularis zum aufsteigenden Teil des Colons (Colon ascendens). Dort teilt sie sich in einen absteigenden Ast (Ramus descendens), welcher mit der Arteria ileocolica anastomosiert, und einen aufsteigenden Ast (Ramus ascendens), der Verbindung zur Arteria colica media aufnimmt. Entlang der Arteria colica dextra liegen die Nodi lymphoidei colici dextri.
Die Arteria colica dextra versorgt den aufsteigenden Teil des Colons.